# Distretto di Ivanivka (oblast' di Cherson)
Il distretto di Ivanivka (in ucraino Іванівський район?) era un distretto (rajon) dell'Ucraina, situato nell'oblast' di Cherson. Il suo capoluogo era Ivanivka. È stato soppresso con la riforma amministrativa del 2020.